# Westbrook (Connecticut)
Westbrook è un comune di 6.599 abitanti degli Stati Uniti d'America, situato nella Contea di Middlesex nello Stato del Connecticut.